# Félix Arteta
Félix Arteta Errasti (Valladolid, 20 de febrero de 1890 - Bilbao, 1986) fue un acuarelista, dibujante y caricaturista español, hermano del también pintor Aurelio Arteta.
Hijo de un trabajador ferroviario, hizo sus primeras exposiciones en la década de 1940 (Madrid en 1942, Bilbao en 1946, 1948 y 1949; y ya en 1950 en San Sebastián y Valladolid), y en los primeros años de los años cincuenta en el Centro Vasco de México (1951) y en La Habana (1952). Obtuvo una 3ª Medalla en la Exposición Provincial de Bellas Artes de Bilbao en 1946, y colaboró como ilustrador y caricaturista en el diario ABC. Falleció en Bilbao a los 96 años de edad.